# Torhola grotta

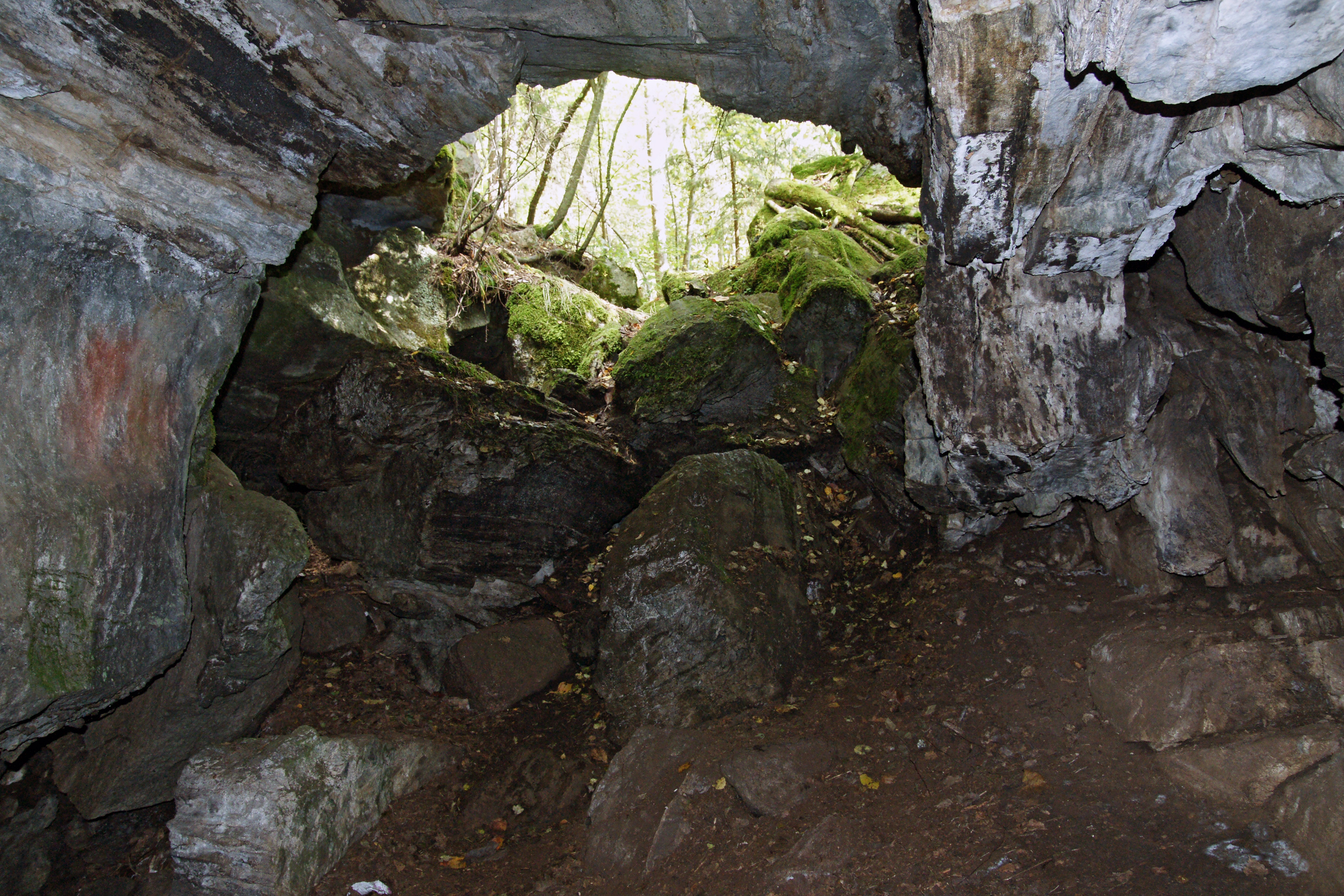
Torhola grotta

Torhola grotta (finska: Torholan luola) är Finlands största kalkstensgrotta i Karislojo i Lojo i Nyland. Grottan ligger vid Lojosjön i Karkali naturreservat. Torhola grotta är 31 meter lång och 36 meter bred. Höjdskillnaden är 14 meter. Det finns några små droppstenar i grottans tak.

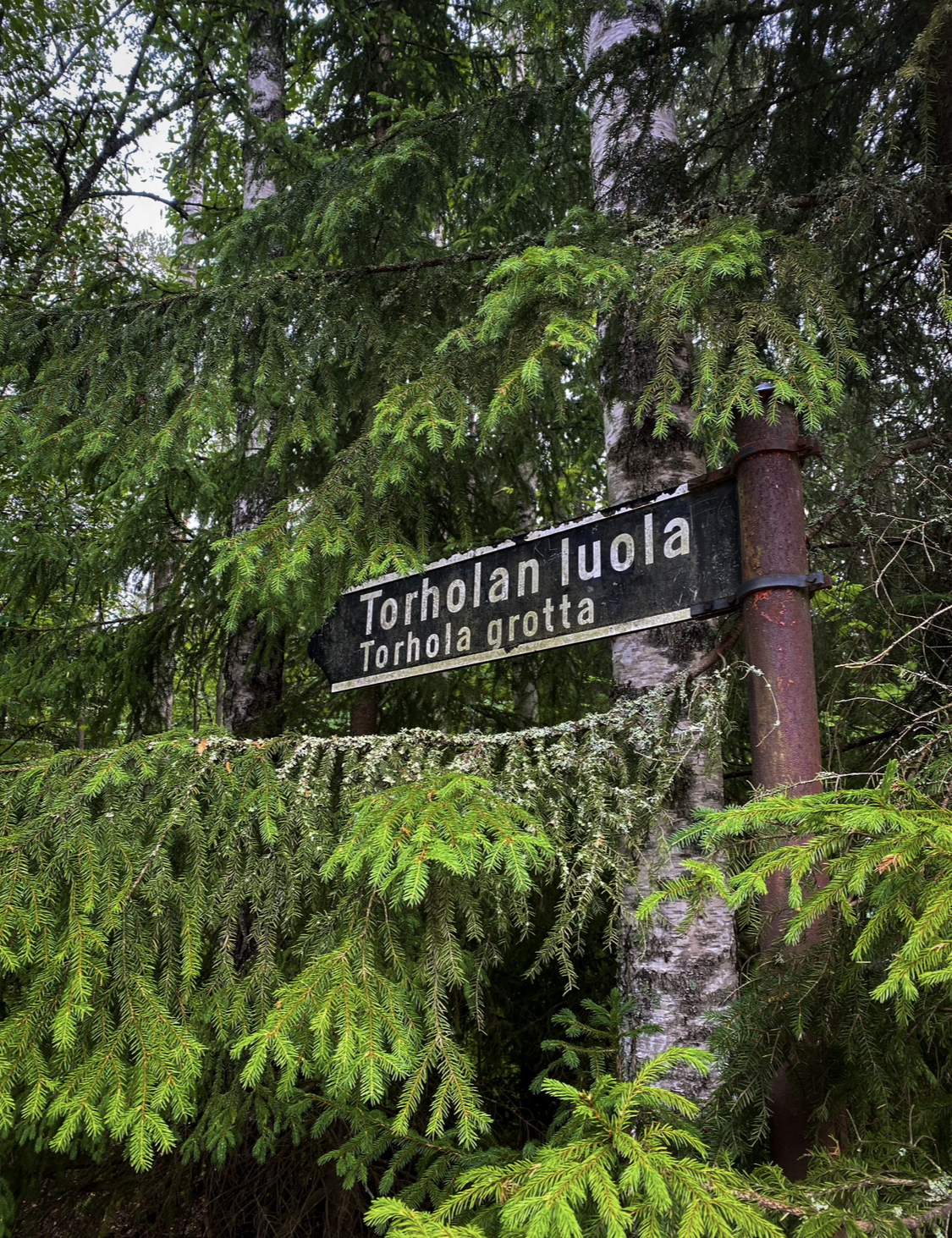
Vägskylt till Torhola grotta.

Torhola grotta har tre delar: aulan, salen och källaren. Aulan är stor och väl belyst med naturligt ljus. Salen är också stor men lite mörkare än aulan. Man kan stå upp i både aulan och salen. För att komma till källaren måste man gå ner vertikalt genom en trång korridor. Man kan också stå i några delar av källaren. Det finns en korridor från källaren till en trång tunnel men en stor sten som har fallit från grottans tak har stängt tunneln.
Parkeringsplatsen finns cirka 500 meter från grottan och vägskyltar leder därifrån till grottan.